# Piz Sena
Piz Sena är en bergstopp i Schweiz.   Den ligger i kantonen Graubünden, i den östra delen av landet, 210 km öster om huvudstaden Bern. Toppen på Piz Sena är 3 075 meter över havet, eller 402 meter över den omgivande terrängen. Bredden vid basen är 2,7 km.
Terrängen runt Piz Sena är huvudsakligen mycket bergig. Runt Piz Sena är det ganska glesbefolkat, med 38 invånare per kvadratkilometer.. Närmaste större samhälle är Poschiavo, 5,1 km sydväst om Piz Sena. 
Trakten runt Piz Sena består i huvudsak av gräsmarker.